# Фаустин (узурпатор)
Фаусти́н (лат. Faustinus) — римский император-узурпатор в 273(?)—274 годах.
Этот узурпатор известен по нескольким упоминаниям в источниках, где рассказывается о том, что некий Фаустин подстрекал солдат галльского императора Тетрика I к мятежу. Нам не известно ни о его полном имени, ни о годе рождения. Аврелий Виктор сообщает, что до восстания Фаустин был наместником провинции при Тетрике. Возможно, он занимал должность презида Белгики, входившей в состав сепаратной Галльской империи.
По сообщению Полемия Сильвия, центром восстания была Августа Треверов (совр. Трир). Хронологические рамки мятежа Фаустина установить трудно. Одни историки датируют его восстание 273 годом, но, скорее всего, оно произошло в 274 году. Как повествуют античные источники, Тетрик I просил у Аврелиана помощи в борьбе против узурпатора, и это может указывать на то, что Фаустин начал мятеж ближе к концу правления Тетрика. По всей видимости, Тетрик I и его сын Тетрик II в конце 273 года и начале 274 года пребывали в Августе Треверов, после чего выдвинулись на юг, чтобы сразиться с армией Аврелиана. 
Таким образом, наиболее точным временем узурпации Фаустина считается весна или начало лета 274 года. Иоанн Зонара рассказывает, что после разгрома Тетрика I Аврелиан столкнулся в Галлии с очередным восстанием, но быстро справился с ним. Возможно, это указывает на то, что мятеж Фаустина длился ещё определенное время после того, когда произошла сдача Тетрика Аврелиану летом 274 году. Нам ничего не известно ни о деятельности Фаустина во время восстания, также остаётся загадкой его дальнейшая судьба.